# Condé-sur-l'Escaut
Condé-sur-l'Escaut è un comune francese di 9 816 abitanti situato nel dipartimento del Nord nella regione dell'Alta Francia. Nel suo territorio il fiume Haine sfocia nella Schelda (Escaut).

## Storia
Condé-sur-l'Escaut vide il primo collaudo in campo, con successo, del telegrafo ottico di Claude Chappe. Durante la guerra della prima coalizione Condé-sur-l'Escaut era stata occupata dalle truppe imperiali al comando del principe Francesco di Sassonia-Coburgo. Dopo oltre novanta giorni di occupazione, la città venne liberata dalle truppe rivoluzionarie francesi del generale Schérer il 3 settembre 1794 e la notizia venne inviata a Parigi con questo nuovo mezzo. Essa giunse alla Convenzione poche ore dopo il fatto, quando con i mezzi di comunicazione di allora avrebbe impiegato qualche giorno. La convenzione decise con decreto di ribattezzare la città con il nome di Nord-Libre. Il decreto venne trasmesso a Condé-sur-l'Escaut e dopo poco giunse all'assemblea ancora riunita, la notizia che il decreto era giunto a destinazione e se ne dava conferma. Di qui l'entusiasmo dei deputati francesi e la decisione di moltiplicare le linee di comunicazione provviste di questo nuovo mezzo.
La città è anche conosciuta per aver dato i natali al celebre compositore Josquin Desprez.

## Società

### Evoluzione demografica
Abitanti censiti